# Шанковський Ігор Львович
Ігор Львович Шанковський (псевдонім Ігор Скляний; 15 травня 1931, Стрий — 8 лютого 2012) — український літературознавець, поет і перекладач родом з Галичини, син Лева Шанковського.

## З біографії
У 1945 році емігрував до США, де згодом, служив в американській армії під час Корейської війни. Службу проходив в японській столиці Токіо. Там він зумів видати у великому тиражі свою першу платівку, в студіях «Ніппон Колумбія». Він ознайомив Японію з українською піснею. Його музичний репертуар, до власних слів, компонував композитор Раймонд Гаггорі, всесвітньо відомий творець легкої музики.
Вивчав славістику й порівняльну літературу в Токіо, Філадельфії, Едмонтоні й Мюнхені.. Викладав російську мову і літературу в Канаді, США й Італії (професор університету в Трієсті з 1979).
Згодом переїхав на проживання до Канади. Ігор Львович закінчив студії при Альбертському університеті. В Едмонтоні він був директором і диктором українських радіопередач, виступав по телебаченню. Викладав при одному з університетів у Канаді, східноєвропейські мови та літературу.

## Творчість
Перший свій вірш Ігор Львович надрукував у 1947 році в «Юнацькому Шляху». Згодом були видані вірші в «Авангарді» та в «Свободі». З 1950 року друкується у журналах «Київ» (Філадельфія) і «Визвольний Шлях» (Лондон), «Смолоскип», «Українська літературна газета» (потім «Сучасність») та інших. Це були літературознавчі есе, оригінальні вірші або переклади з японської мови. Переклав 100 японських середньовічних поетів і видав збірку їхніх творів під заголовком «Сто поетів — сто пісень». Йому належать розвідки про Василя Симоненка (1975, 1977). У 1960-х роках в Канаді була видана платівка з піснями у його виконанні «Туга на півночі».

## Збірки поезій
- «Квітнева дань» (1958),
- «Дисонанси» (1960),
- «Коротке літо» (1970)
- переклади з японської середньовічної поезії «Сто поетів — сто пісень» (1966).